# MS Grudziądz
MS Grudziądz – drobnicowiec typu B-49 zbudowany w Stoczni Szczecińskiej im. Adolfa Warskiego w Szczecinie w 1963, tzw. „lewant” z serii G. Nazwa od miasta Grudziądz.
Matką chrzestną statku została Bronisława Rzytelewska. Był eksploatowany na linii śródziemnomorskiej. W lutym 1983 pływał między Hiszpanią a Libią. Od 1984 pływał do Turcji. W listopadzie 1987 sprzedany armatorowi z Liberii, otrzymał nazwę „Ziad”. Złomowany w 1988 w Pakistanie.

## Inne statki z tej serii
- „MS Gorlice”
- „MS Głogów”